# 히카르두 카르발류
히카르두 알베르투 실베이라 드 카르발류, OIH (포르투갈어: Ricardo Alberto Silveira de Carvalho ʁiˈkaɾðu kɐɾˈvaʎu[*], 1978년 5월 18일, 아마란트 ~)는 포르투갈의 은퇴한 프로 축구 선수로, 포르투갈 국가대표 중앙 수비수로 활약했다.
카르발류는 포르투에서 프로 무대에 첫 발을 내딛었고, 레사, 비토리아 드 세투발, 그리고 알베르카에 임대로 활약했었고, 주제 모리뉴 감독의 지휘 하에 국내 및 유럽 대회에서 우승을 차지했다. 2004년 7월, 카르발류는 €30M을 약간 밑도는 가격에 첼시로 이적했다. 그는 파란 옷을 입고 처음 두 시즌에 프리미어리그 2연패와 풋볼 리그 컵 우승을 거두었다. 2008년, 그는 동료에 의해 올해의 선수로 꼽혔다. 2년 후, 그는 첼시가 사상 첫 리그와 FA컵 더블을 달성하는데 공헌했다. 2010년 8월, 첼시에서 6년을 보낸 후, 그는 £6.7M에 레알 마드리드로 이적해 모리뉴 감독의 지휘 하에 3차례의 국내 대회 우승을 거두었고, 2013년에 모나코로 자유이적했다.
국가대표로 활약한 선수이기도 하며, 카르발류는 2003년 10월 11일에 알바니아와의 친선경기에서 첫 국가대표팀 경기를 치렀다. 그는 포르투갈을 대표로 3차례의 UEFA 유럽 축구 선수권 대회와 2차례의 FIFA 월드컵에 참가했고, UEFA 유로 2016의 우승 주역들 중 한 명이었다. 그는 조국에서 열린 UEFA 유로 2004에서 포르투갈의 주전으로 활약했는데, 결승전에 올랐지만 그리스에 패했다. 그는 2006년 FIFA 월드컵에서도 포르투갈 대표로 6경기를 치렀고, 준결승에 진출해 4위를 차지했다.

## 클럽 경력

### 포르투 (1997–2004)
히카르두 카르발류는 1996-97 시즌에 포르투의 유소년 아카데미에 입단했다. 그 다음 시즌, 카르발류는 1999년부터 2001년까지 임대 선수로 활약했는데, 레사에서 프로 데뷔전을 치렀고, 비토리아 드 세투발과 알베르카로도 임대를 갔었다. 그는 2001-02 시즌에 포르투로 복귀했고, 조르즈 코스타와 조르즈 안드라드에 밀린 3번째 선수였지만, 짧은 시일 내에 주전 지위를 꿰찼고, 안드라드와 중앙 수비에서 훌륭한 조합을 이루었고, 이는 주장이었던 조르즈 코스타의 실망을 야기했고, 2002년 4월에 코스타가 찰튼 애슬레틱으로 5달 임대를 가게 만들었다. 카르발류는 그 시즌 프리메이라리가 경기에 25번 출전했다. 이어지는 시즌에 조르즈 코스타는 포르투로 복귀했고, 조르즈 안드라드가 스페인의 데포르티보로 떠났다. 주제 모리뉴 감독의 지휘 하에, 카르발류는 코스타와 페드루 에마누엘의 뒤를 맡을 세 번째 선수로 시즌을 시작했지만, 훌륭한 활약으로 1군에서의 지위를 굳혔고, 시즌의 중요한 경기에 대부분 출전했는데, 라치오와의 UEFA컵 준결승전과 셀틱에게 연장전 끝에 3-2로 이기고 포르투의 우승을 일조한 UEFA컵 결승전이 그가 참여한 중요한 경기였다. 카르발류는 이 시즌에 처음으로 국제 대회 우승을 경험했다. 대단한 시즌을 보낸 카르발류는 포르투갈 리그 올해의 축구 선수와 포르투 올해의 축구 선수로 선정되었다.
2003-04 시즌, 카르발류는 세계구급 선수로 발돋움했다. 그는 꾸준한 활약을 펼처 포르투갈 리그 우승을 2년 연속으로 차지했고, 유럽 최고 대회인 UEFA 챔피언스리그 우승도 맛보았다. 이 대회에서, 카르발류는 3-0으로 이긴 모나코와의 결승전을 포함해 포르투가 참가한 모든 경기에 출전했다. 이후, 그는 훌륭한 활약상으로 UEFA 올해의 수비수에 선정되었고, UEFA 올해의 팀 일원으로도 꼽혔으며, 올해의 유럽 축구 선수 (발롱도르)의 50인 후보에도 올라 9위를 차지해 수비수 들 중 유일하게 상위 10인에 이름을 올렸다. 그는 UEFA 유로 2004에 참가할 포르투갈의 명단에도 이름을 올렸고, 대회 후 UEFA 유럽 축구 선수권 대회의 팀의 일원으로도 뽑혔다. 시즌 후, 카르발류는 상위 유럽 구단들의 관심을 받았는데, 인테르나치오날레, 바르셀로나, 레알 마드리드, 그리고 맨체스터 유나이티드가 그를 놓고 경합했다. 레알 마드리드는 카르발류에 €8.2M (£7M) 을 제의했지만, 포르투는 스페인 구단에 이 수비수를 영입하는데 €23.5M (£20M) 이하의 제의는 받아들이지 않을 것이라며 거절했다. 며칠 후 잉글랜드의 첼시가 중앙 수비수 영입에 €30M (£25.5M)를 제의했고, 포르투갈 구단 측이 수락했다.

### 첼시 (2004–2010)
UEFA 유로 2004의 최고 중앙 수비수들 중 한 명으로 꼽힌 카르발류는 스탬퍼드 브리지에서 그의 전 감독인 주제 모리뉴와 전 동료 파울루 페헤이라와 재회했고, 구단과 3년 계약을 맺었다. 그는 €30M (당시 환율로 £20M에 해당) 에 이적하였고, 첼시에서의 첫 시즌에 훌륭한 활약을 펼쳐 프리미어리그 우승을 도왔는데, 이는 구단의 50년 만의 첫 1부 리그 우승이었고, 풋볼 리그 컵 우승도 도왔다. 그는 3-1로 이긴 노리치 시티와의 경기에서 첼시 이적 후로는 첫 골을 기록해 3-1 승리에 일조했다. 그는 주장 존 테리와 중앙 수비를 맡았고, 둘은 첼시의 리그 2연패에 큰 원동력이 되었다.

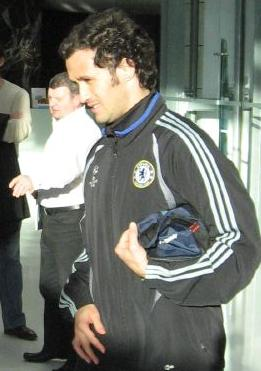
2007년, 첼시의 히카르두 카르발류

그는 2005-06 시즌 초반에 주춤한 활약을 펼쳤는데, 그는 선발 철칙에 토를 달자 공개적으로 모리뉴 감독의 꾸지람을 들었다. 카르발류는 첼시 감독이 자신을 시즌 첫 경기에 출전하지 못한 것이 "이해하지 못할 일"이라 의견을 표했지만, 모리뉴 감독은 "카르발료가 뭔가를 이해하는데 문제가 있는 것 같은데, 지능지수 시험을 봐야 할 것 같다"라며 응수했고, 이어지는 아스널전에도 그를 제외시키고, £85,000의 벌금을 부과한 것으로 보도되었다. 그는 다시 신뢰를 얻었고, 9월에 들어서는 거의 주전직을 회복했다. 2005년 10월 19일, 그는 4-0으로 이긴 베티스와의 UEFA 챔피언스리그 조별 리그 안방 경기에서 시즌 첫 골을 기록했다. 카르발류는 유럽 무대에서 득점 행진을 이어갔는데, 2-0으로 이긴 안데를레흐트와의 11월 23일 원정 경기에서 1골을 추가했다. 1월, 카르발류는 찰튼 애슬레틱과 1-1로 비긴 프리미어리그 경기에서 처음으로 퇴장을 당했는데, 그는 찰튼 애슬레틱의 공격수 대런 벤트를 후방에서 다리를 건 것으로 주심에 의해 판정되어 두 번째 경고를 받았다. 이후, 2006년 4월 29일, 그는 또 골을 기록했는데, 3-0으로 이긴 맨체스터 유나이티드와의 경기에서 자신의 시즌 3호골을 기록했는데, 아군 페널티 구역에서 시작된 역습을 강력하게 차넣었고, 첼시는 2년 연속으로 리그 우승을 확정지었다.
2006-07 시즌에도 카르발류는 맨체스터 유나이티드와의 경기에서 또다시 득점을 올렸는데, 프랭크 램퍼드가 구석에서 차올린 뒤 루이 사아의 머리에 굴절된 공은 그의 머리를 거쳐 골문 안으로 들어갔다. 4월 7일, 그는 토트넘 홋스퍼를 상대로 또다시 득점을 기록했는데, 27미터 거리에서 토트넘 수문장 폴 로빈슨을 낮게 제치는 골을 기록했다. 그에 따라 첼시는 프리미어리그 선두 맨체스터 유나이티드와의 격차를 3점 차로 줄였다. 불과 21일 후인 4월 28일, 카르발류는 볼턴 원더러스와의 리그 경기에서 오른쪽 다리의 안쪽 인대에 부상을 입었다. 이 부상으로 카르발류는 리버풀과의 UEFA 챔피언스리그 준결승 2차전에 결장했다. 그는 부상 여파로 맨체스터 유나이티드와의 FA컵 결승전에도 결장했는데, 첼시는 연장전에 터진 디디에 드로그바의 결승골로 우승을 차지했다. 2007년 5월 18일, 카르발류는 자신의 29번째 생일에 첼시와 5년 연장 계약을 체결했고, 2011-12 시즌까지 첼시 선수로 남게 되었다. 그는 2006-07 시즌 동안 보인 훌륭한 활약상으로 다수의 단체로부터 높은 평가를 받았다. 스카이 스포츠는 그를 프리미어리그 "올해의 수비수" 후보 7인 중 한 명으로 꼽았다.
그는 "첼시 올해의 선수" 후보로 오른 3명 중 한명이기도 했는데, 이 상은 마이클 에시엔이 탔다.

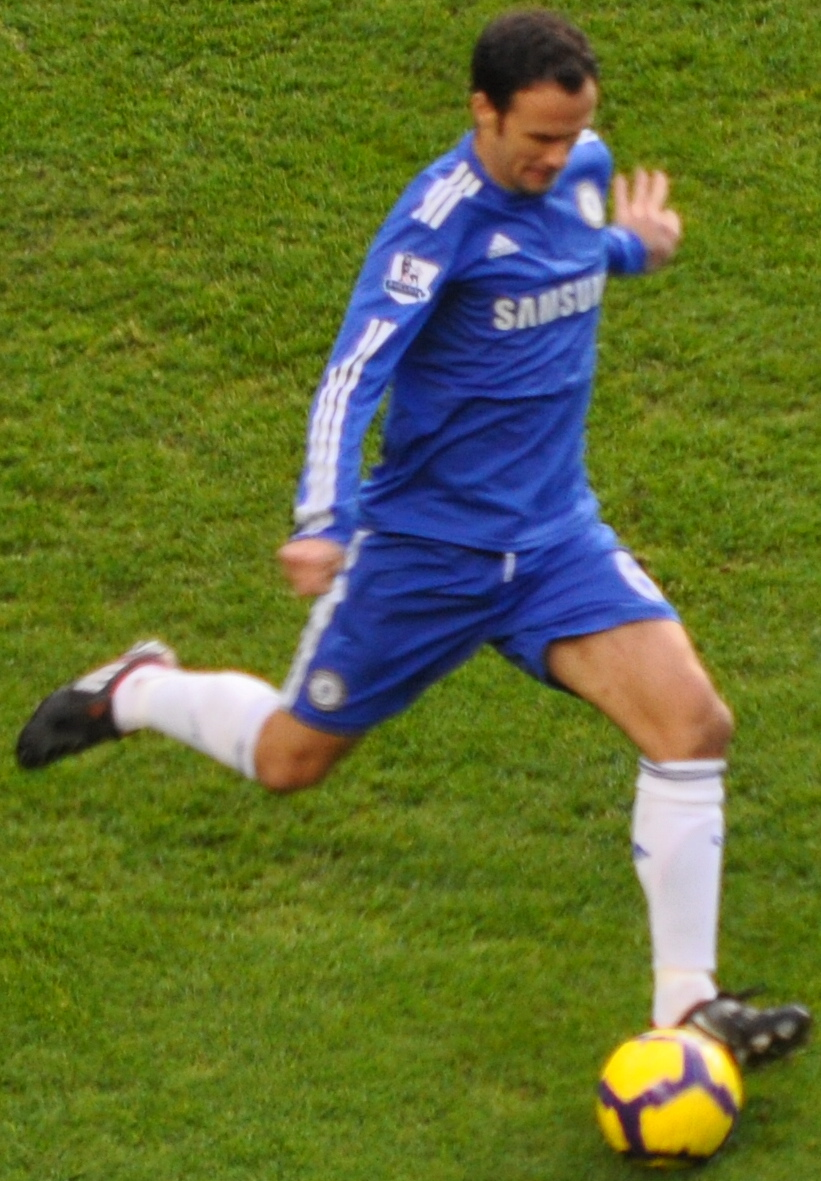
2009년 12월 28일, 풀럼과의 프리미어리그 경기에 출전한 히카르두 카르발류

카르발류는 2007-08 시즌에도 훌륭한 활약을 이어나갔다. 주제 모리뉴 감독이 떠나면서, 스페인 정상에 오른 레알 마드리드가 또다시 카르발류 영입에 관심을 가졌다. 마드리드 측에 따르면 "우리는 그와 모리뉴 간의 연결 고리로 인해 카르발류를 영입하지 못했습니다. 이제 모리뉴가 첼시를 떠났으니, 우리는 그를 영입할 기회를 잡았습니다."라는 언급이 있었다. 그러나 포르투갈인은 잉글랜드 구단을 떠나지 않았다. 2007년 12월 26일, 4-4로 비긴 애스턴 빌라와의 안방 경기 79분에 페트르 체흐만 중앙선 아래를 지키는 와중에 기동력으로 골문이 열릴 위기에 처했는데, 카르발류는 애스턴 빌라의 공격수 가브리엘 아그본라허를 막기 위해 양 다리를 뻗어 퇴장당했고, 같은 날 저녁에, 공격수에게 범한 끔찍한 태클에 대해 공개적으로 사과했다. 같은 시즌, 카르발류는 구단에서 가장 꾸준한 선수들 중 한명이었고, 그 꾸준함은 자신의 첼시 150번째 경기에서 시즌 첫 골로 보상받았고, 미들스브러와의 경기는 그의 골로 1-0 승리를 거두었다. 4월 26일, 카르발류는 맨체스터 유나이티드와의 경기에서 프리미어리그 100경기 출전을 자축했고, 2-1 승리를 거두었지만, 그는 웨인 루니에게 실수를 범해 동점골을 허용해 빛이 약간 바랬다. 그는 UEFA 챔피언스리그에서의 꾸준한 활약으로 구단을 사상 첫 결승전이자 자신의 두 번째 결승전에 올랐다. 파란 군단 (The Blues) 은 맨체스터 유나이티드와 연장전 끝에 1-1로 비긴 후 승부차기에서 6-5로 졌다. 카르발류는 120분을 뛰었고, 전반전 종료 직전에 다리를 높게 들어 크리스티아누 호날두를 높게 든 다리로 견제해 경고를 받았다. 2008년 5월 8일, 카르발류는 첼시 동료들에 의해 첼시의 "선수 선정 올해의 선수"로 선정되었고, 미하엘 발라크와 조 콜과 함께 지지자들의 투표에 선정되는 첼시 "올해의 선수" 후보 3명 중 한 명으로도 지목되었다.
카르발류는 2008-09 시즌을 맨체스터 시티와의 2008년 9월 13일자 원정 경기에 득점하는 것으로 시작했고, 경기는 3-1 완승으로 종료되었다. 그는 남은 시즌 기간동안 부상등의 이유로 지위가 낮아졌는데, 루이스 펠리피 스콜라리 감독이 경질되고 휘스 히딩크 감독이 지휘봉을 잡으면서 그는 주전 자리를 브라질인 동료 알레스에게 내주어야 했다. 그는 모든 대회를 통틀어 18경기를 뛰는 데 그쳤고, 이 중 2경기는 교체로 나갔고, 1골밖에 넣지 못했다.
2009년 7월, 카르발류는 구단 측에 첼시를 떠나고 인테르나치오날레에 합류해 주제 모리뉴 감독과 주세페 메아차에서 재회하고 싶다고 밝혔다. 카르발류는 스탬퍼드 브리지에서 보낸 처음 4년은 환상적이었지만, 5번째 시즌은 그에게 어려웠다고 밝혔다. 그는 전 시즌에 계속해서 재발하는 무릎 부상 문제로 18경기에 출전하는데 그쳤다. 며칠 후, 수비수는 스탬퍼드 브리지를 나가려 시도하는 것으로 밝혀졌고, 파란 군단이 그가 지난 시즌에 부상 문제로 고생했는데도 지지하지 못한 것에 원망했다. 그러나 인테르나치오날레로 이적해 모리뉴와 이탈리아에서 재회할 계획은 계속해서 이어지지 않았는데, 카르발류는 미국에서의 시즌 전 훈련에 참가했고, 그는 이전의 문제를 뒤로 미뤘다. 카르발료는 "한 해를 고되게 보냈지만, 제 몸은 최고 상태이며 준비되었기에 기대됩니다"라고 말했다. 카를로 안첼로티 감독의 부임과 부상 회복이 겹치면서, 카르발류는 첼시의 주전 지위를 회복했다.
그는 2009-10 시즌을 훌륭하게 시작했는데, 멘체스터 유나이티드와의 2009 FA 커뮤니티 실드 머리로 공을 밀어넣었고, 같은 경기에서 경기 최우수 선수로 꼽혔다. 첼시는 10분 만에 선제골을 실점하며 요동쳤지만, 카르발료와 프랭크 램퍼드가 후반전에 연달아 골을 터뜨리며 경기를 역전시켰고, 웨인 루니에게 추가 시간에 동점골을 허용해 승부차기로 경기가 이어졌다. 첼시는 정규 시간 끝에 2-2로 비긴 후, 승부차기에서 4-1로 이겼다. 2009년 12월 20일, 카르발류는 1-1로 비긴 웨스트 햄 유나이티드와의 경기에서 200경기 출전을 자축했지만, 30분이 흘러가는 시점에 선제골의 기회를 잡은 기예르모 프랑코의 다리를 걸어 경고를 받았다. 카르발류는 5-0으로 이긴 포츠머스와의 3월 24일 경기에서 발목 인대 부상을 당했다. 처음에 중상으로 보였지만 수술이 필요할 만한 부상은 아닌 것으로 판단되었고, 첼시의 주전 중앙 수비수는 알레스와 주장 존 테리만 남게되었는데, 카를루스 케이로스 포르투갈 국가대표팀 감독은 그를 2010년 FIFA 월드컵에 데려가지 못할 수도 있기에 놀랄 만한 일이었다. 카르발류는 부상으로 남은 리그 경기에 출전하지 못했는데, 리그 우승을 확정지은 위건 애슬레틱과의 경기도 예외는 아니었다. 카르발류는 이 시즌에 파란 옷을 입고서 3번째 프리미어리그 우승을 거두었다. 엿새 후인 5월 15일, 그는 2010 FA컵 결승전에도 결장했는데, 디디에 드로그바의 1-0 결승골로 이겼다. 이 대회도 석권하면서, 첼시는 구단 역사상 첫 더블을 달성했다. 시즌 후인 7월 24일, 더 선은 카르발류가 첼시를 떠나 스페인의 레알 마드리드 지휘봉을 잡은 주제 모리뉴와 재회하고 싶다는 의사를 밝혔다. 더 선에 따르면, 카르발류가 "레알 마드리드에 입단할 기회가 주어진다면, 저는 수영을 하든지 뛰어 가든지 어떻게든 갈 것입니다."라고 말했다.

### 레알 마드리드 (2010–2013)

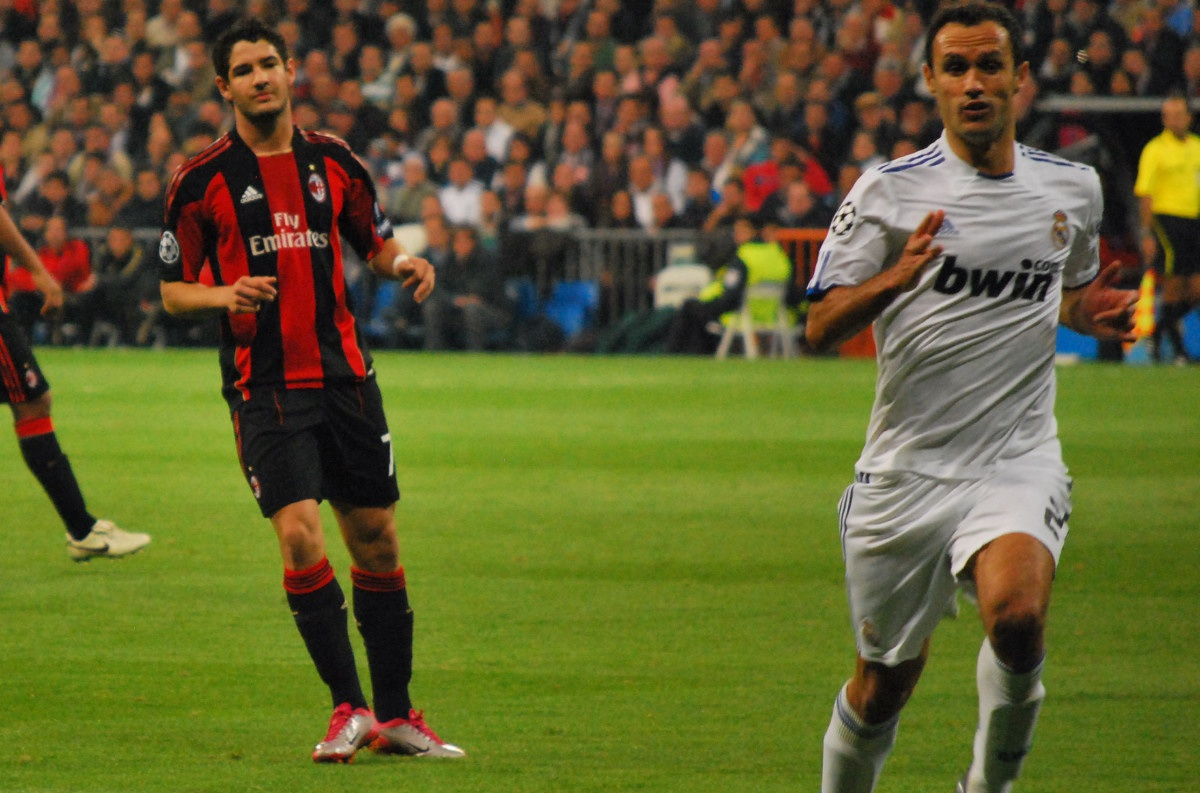
2010년 10월, 밀란과의 UEFA 챔피언스리그 경기에서 알레샨드리 파투를 상대하는 카르발류

2010년 8월 10일, 레알 마드리드는 €7.9M (£6.7M) 에 구단과 2년 계약을 체결했다. 그는 2010년 8월 13일, 바이에른 뮌헨과의 친선전에서 첫 경기를 펼쳤고, 마드리드가 0-0으로 비긴 후 승부차기에서 4-2로 이겼다. 그는 8월 29일, 0-0으로 비긴 마요르카와의 경기에서 라 리가 신고식을 치렀고, 이어지는 오사수나와의 안방 경기에서는 첫 리그 골을 기록했다. 메수트 외질이 페널티 구역으로 뛰어들어가 크리스티아누 호날두에게 낮게 공을 건냈지만, 첫 슛은 오사수나의 수문장 리카르도에게 막혔고, 포르투갈인이 뒤어나온 공을 발끝으로 차 넣어 1-0 결승골을 기록했다. 2010년 10월 19일, 밀란과의 UEFA 챔피언스리그 경기에서, 카르발류는 스페인의 마르카지에 의해 경기 최우수 선수로 선정되었다. 몇 주 후인 11월 7일, 카르발류는 2-0으로 이긴 아틀레티코 마드리드와의 더비 경기에서 라 리가 개인 2호골을 기록하고 경기 최우수 선수로 선정되어 자신이 여전히 훌륭한 선수임을 증명해냈다. 다음 달 19일, 카르발류는 1-0으로 이긴 세비야와의 안방 경기에서 처음으로 퇴장당했다. 전반전에 첫 경고를 받은 그는 후반전에 세비야의 알바로 네그레도와 공중 경합을 하다 두 번째 경고를 받았다. 2011년 2월 19일, 그는 2-0으로 이긴 레반테와의 경기에서 시즌 3호골을 기록했다. 카르발류는 모든 대회를 합쳐 그 시즌의 48경기에 출전했고, 수비를 안정적이고 견고히 했으며, UEFA 챔피언스리그에서 레알 마드리드가 최고의 수비진을 가진 큰 이유가 되었고, 단 5골만 허용했다.
카르발류는 2011-12 시즌도 주전으로 시작했고, 페페와 함께 1군의 중앙 수비를 맡았지만, 등 아래쪽에 부상을 입으면서 출전하지 못했다. 그는 1월 18일, 산티아고 베르나베우 안방에서 1-2로 패한 바르셀로나와의 코파 델 레이 8강 1차전에서 복귀했다.
2012-13 시즌을 앞두고 주제 모리뉴 감독이 2012년 8월 29일에 구단이 "그의 도움은 더 이상 필요하지 않다"고 밝히면서 그의 레알 마드리드에서의 미래에 대한 의문이 제기되었다. 그러나, 그는 계약이 끝날 때까지 구단에 남기로 결정했다.

### 모나코 (2013–2016)
2013년 5월 28일, 모나코 구단 측은 레알 마드리드에서 포르투갈 수비수의 영입을 확정했다고 발표했다. 그는 7월 1일에 레알 마드리드와의 계약이 만료됨에 따라 리그 1에 승격한 새내기 구단에 이적료 없이 입단했다. 카르발류는 모나코와 1년 계약을 체결했고, 1년 더 연장할 권한도 가져갔다.
2014년 8월 10일, 카르발류는 1-2로 패한 로리앙과의 안방 개막전 경기에서 경고 누적으로 퇴장당했다. 2015년 4월 14일, 그는 알바로 모라타를 걸고 넘어뜨려 페널티킥을 헌납했고, 아르투로 비달이 주자로 나서 골망을 가르면서, 모나코는 유벤투스와의 UEFA 챔피언스리그 8강 1차전에서 패했다.
2015년 7월, 그는 계약을 1년 연장해 2016년 7월까지 모나코에 남게 되었다.
2016년 8월 10일, 모나코는 그와 계약을 연장하지 않았고, 카르발류는 리그 1에서의 3년 생활에 마침표를 찍었다.

## 국가대표팀 경력

### 성인 국가대표팀

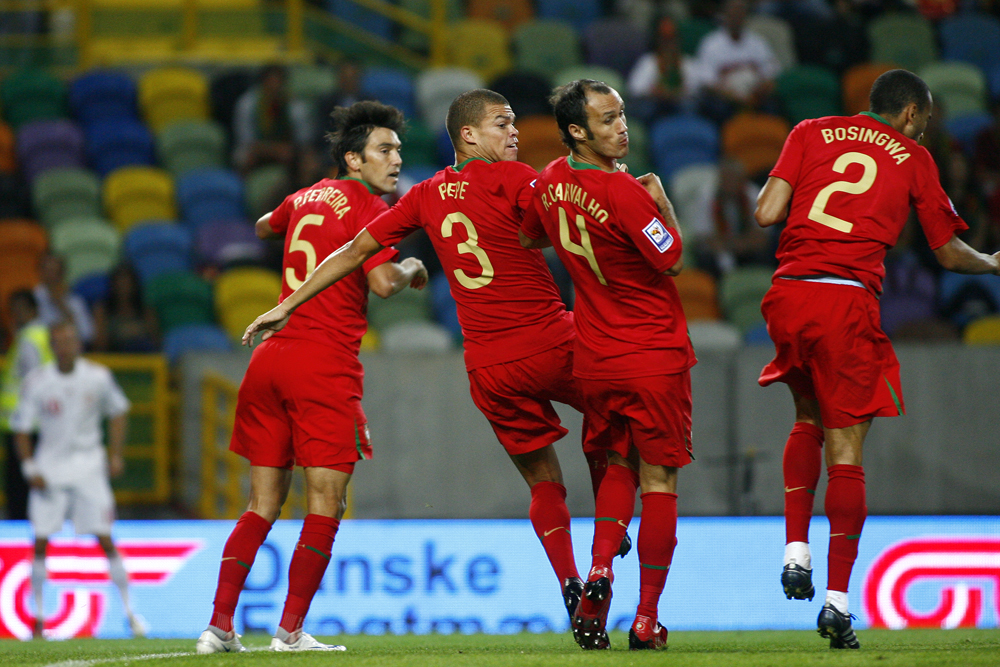
2008년 9월 10일, 덴마크와의 2010년 FIFA 월드컵 예선전에서 벽을 쌓은 파울루 페헤이라, 페페, 히카르두 카르발류, 그리고 조제 보싱와

2003-04 시즌 중, 카르발류는 포르투갈 국가대표팀에 처음으로 차출되었는데, 2003년 10월 11일, 5-3으로 이긴 알바니아와의 친선전에 처음으로 출전했다. 그는 UEFA 유로 2004에서 그리스와의 개막전에서 패한 후 주장 페르난두 코투를 대체하고 포르투갈 수비의 중심을 맡았다. 대회에서, 그는 국가대표팀 동료인 마니시, 루이스 피구, 그리고 크리스티아누 호날두와 함께 UEFA 유로 대회의 팀에 이름을 올렸다. 카르발류는 조르즈 안드라드와 포르투갈의 철벽을 이루어 결승 진출에 큰 공을 세웠지만, 그리스에게 또다시 0-1로 패했다. 카르발류는 포르투갈의 대회 6경기에 모두 선발로 출전했고, 잉글랜드와의 극적인 8강전에서는 칼스버그 최우수 선수로 선정되었는데, 포르투갈은 승부차기 끝에 6-5로 이겼다. BBC 스포츠의 축구 전문가 앨런 핸슨은 카르발류가 솔 캠벨과 함께 UEFA 유로 2004의 최고 수비수라 평했다.
카르발류는 독일에서 열린 2006년 FIFA 월드컵에서도 포르투갈을 대표로 참가했고, 대회에서 4위를 차지했다. 잉글랜드와의 8강전에서 오라시오 엘리손도는 웨인 루니가 바로 앞에서 히카르두 카르발류의 급소를 밟은 것으로 판정되었고, 잉글랜드인 선수는 폭력적인 행각으로 즉시 퇴장당했다. 그러나 잉글랜드 언론들은 국가대표팀 동료 크리스티아누 호날두가 적극적으로 엘리손도 주심에 항의했다는 추측이 나왔는데, 그는 루니가 퇴장당하자 포르투갈 후보 선수들에게 눈을 깜빡인 것으로 보였다. 2006년 7월 5일, 뮌헨에서 열린 프랑스와의 준결승전에서 페널티 구역에 프랑스의 티에리 앙리를 넘어뜨려 페널티킥을 허용했다. 지네딘 지단이 페널티킥을 성공시켜 프랑스가 포르투갈을 1-0으로 꺾었다. 같은 경기에서 카르발류는 결선 토너먼트에서의 2번째 경고를 받아 7월 8일에 슈투트가르트에서 벌어지는 독일과의 3위 결정전에 출전할 수 없게 되었다. 그는 그 전까지의 경기에서 페르난두 메이라와 선발로 출전해 중앙 수비를 맡았고, 대회에서의 활약으로 대회 올스타 팀의 23인 중 한 명으로 선정되었다.
카르발류는 UEFA 유로 2008에 참가할 포르투갈 대표팀 명단에 이름을 올렸다. 그는 포르투갈이 참가한 4경기 중 3경기를 참가했는데, 그는 2-0으로 이긴 터키전과 3-1로 이긴 체코와의 조별 리그 경기, 그리고 독일에게 2-3으로 패한 8강전에 출전했다. 2년 후, 카르발류는 2010년 FIFA 월드컵에 참가할 포르투갈 선수단 명단에도 이름을 올렸다. 그는 브루누 알베스와 중앙 수비를 맡아 조별 리그 3경기에 모두 출전해 단 한골도 실점하지 않았다. 그에 따라 16강에 오른 포르투갈은 스페인과의 경기에서 다비드 비야에게 결승골을 실점해 0-1로 패했다.
2011년 8월 31일, 카르발류는 키프로스와의 UEFA 유로 2012 예선전을 앞두고 감독과 동료에 통보하지 않고 무단으로 훈련장을 나가면서 국제 무대에서 은퇴했는데, 그는 루사 통신사에 따르면 그가 "존중받지 못했다"고 밝혀졌다.
2014년 10월 3일, 3년도 넘는 부재 기간 끝에, 카르발류는 페르난두 산투스 포르투갈 국가대표팀 신임 감독에 의해 프랑스와의 친선전과 덴마크와의 UEFA 유로 2016 예선전 경기를 앞두고 차출되었다. 2015년 3월 29일, 세르비아와의 예선전에서 머리로 골을 넣어 안방에서의 2-1 승리에 일조했는데, 그는 8조만에 국제 경기에서 득점을 기록했다. 38세의 나이로, 그는 프랑스에서 열린 UEFA 유로 2016에 참가한 선수들 중 최고령의 비 골키퍼였다.

## 플레이스타일

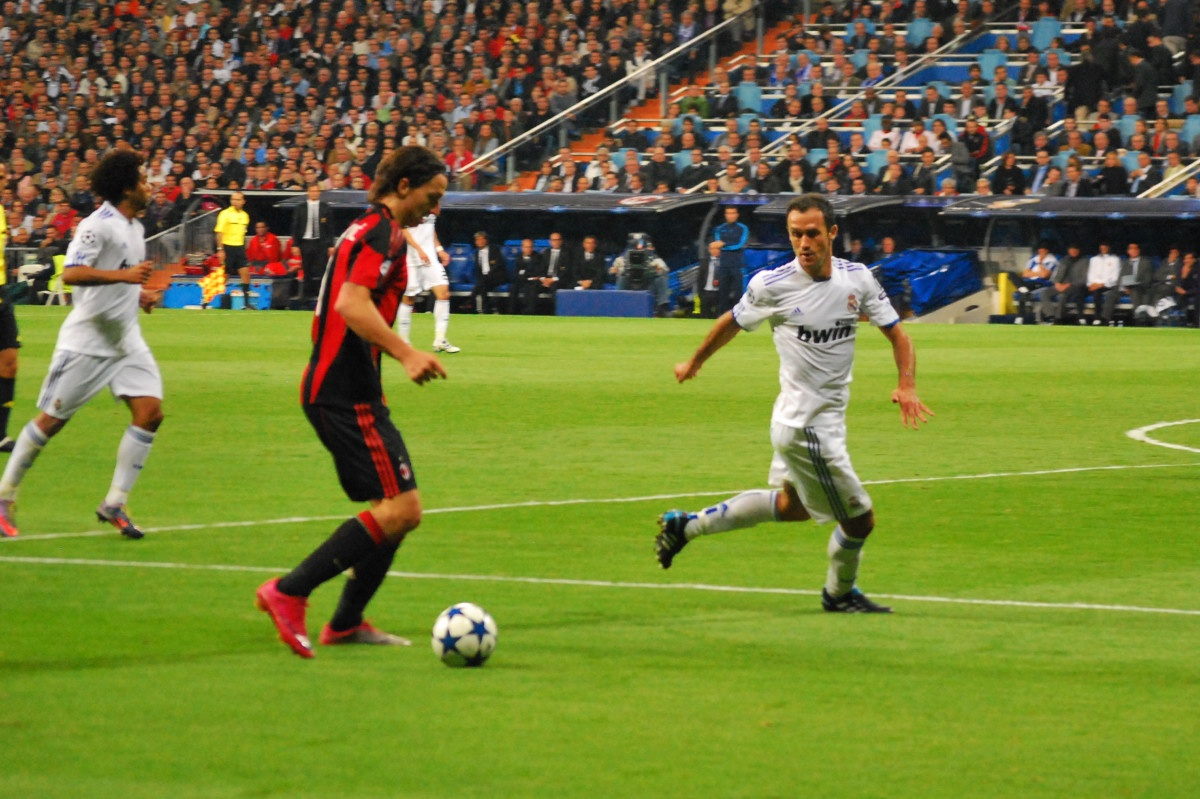
즐라탄 이브라히모비치 (왼쪽)를 저지하는 카르발류 (오른쪽)

카르발류는 공격을 막아야 할 시기를 늘 아는 주앙 수비수였다. 그는 발이 빠르고, 공중 경합에 우위를 점하며, 우수한 기술력과 공을 넘기는 능력을 지녔는데, 그는 이탈리아의 전설적인 수비수 프란코 바레시와 견주어지곤 했다. 비록 그는 다른 수비수들처럼 강인하지 못하지만, 그는 집요하고 거칠게 태클하며 경기에 임한다. UEFA 챔피언스리그공식지의 인터뷰에 따르면, 자신이 경기에 임하는 방식과 체격에 대해 다음과 같이 말했다:
(...) 잉글랜드에서 성장한 선수들은 다른데, 강인하고 셉니다. 첫 해는 힘들었는데, 저는 공을 갖고 경기에 임하고 싶었지만, 이 곳의 속도는 상상을 초월했습니다. 선수들은 기본적으로 힘이 넘치며, 좋은 활약을 펼치지 못할 경우 채여 나갑니다. 제가 하는 경기가 아니였습니다. 제가 뛰어올라 출돌하면 제 팔과 어깨가 떨어져 나갈 것 같습니다. 시간이 지나면서 이런 문제는 줄어들었습니다. 2005년 5월에 수술을 받고 예전에는 해본 적 없는 체육관에서 몸 만들기를 했는데, 저의 상태는 개선되었습니다. (...) 제 체격은 평범한 잉글랜드의 중앙 수비수처럼 강인하지 않지만, 경기에 열심히 임하고 태클하는 것을 좋아합니다. 저는 정신나간 태클을 거는 것을 좋아하고, 땅을 헤짚기 좋아합니다.

대부분의 중앙 수비수들처럼 장신은 아니지만, 카르발류는 더 크고 강인한 상대와의 공중 경합에서 자주 이기곤 했는데, 이는 리오 퍼디낸드 (1.91m) 와 네마냐 비디치 (1.89m) 가 버티는 맨체스터 유나이티드 수비를 상대로 3골을 기록한 것이 증명한다. 같은 UEFA 챔피언스리그 공식지 인터뷰에서 그는 다음과 같이 말했다:
(...) 포르투에서도 저보다 장신인 중앙 수비수는 많았지만, 저는 발이 빨랐기에 그들은 후보로 대기해야 했고, 저는 더 빨라졌습니다. 저는 감독에 '저는 성장해야 합니다'라고 말했습니다. 그러나 그는: '아니, 너는 전환하는데 느려지고, 달리는 것도 느려질 것이다. 너는 좋은 선수이고, 그것은 너의 현 위치다.'라고 답했습니다. (...) 수비는 한가지 일이고, 축구에서는 공수 모두 필요합니다.  대개 수비수들은 수비를 하고, 실점하지 않으며, 공간을 좁히고, 공격수에 집중하며 그들의 움직임을 추적해야 합니다. (...)

카르발류는 레알 마드리드의 프로파일에 "훌륭한 위치 선정, 시야, 그리고 공을 최전방으로 이동시키는 능력으로 알려져 있다"라고 묘사되었다.

## 경력 통계

### 클럽
| 클럽                      | 시즌      | 리그 | 리그 | 컵   | 컵 | 리그 컵[A] | 리그 컵[A] | 유럽 | 유럽 | 기타[B] | 기타[B] | 합계 | 합계 |
| 클럽                      | 시즌      | 출장 | 골   | 출장 | 골 | 출장       | 골         | 출장 | 골   | 출장    | 골      | 출장 | 골   |
| ------------------------- | --------- | ---- | ---- | ---- | -- | ---------- | ---------- | ---- | ---- | ------- | ------- | ---- | ---- |
| 레사 (임대)               | 1997–98   | 22   | 1    | 2    | 0  | —          | —          | —    | —    | —       | —       | 24   | 1    |
| 비토리아 드 세투발 (임대) | 1999–2000 | 25   | 2    | 2    | 0  | —          | —          | —    | —    | —       | —       | 27   | 2    |
| 알베르카 (임대)           | 2000–01   | 29   | 1    | 3    | 0  | —          | —          | —    | —    | —       | —       | 32   | 1    |
| 포르투                    | 1998–99   | 1    | 0    | 0    | 0  | —          | —          | 0    | 0    | 0       | 0       | 1    | 0    |
| 포르투                    | 2001–02   | 25   | 0    | 2    | 0  | —          | —          | 10   | 0    | —       | —       | 37   | 0    |
| 포르투                    | 2002–03   | 18   | 1    | 6    | 0  | —          | —          | 7    | 0    | 1       | 0       | 32   | 1    |
| 포르투                    | 2003–04   | 29   | 2    | 3    | 0  | —          | —          | 13   | 1    | 1       | 0       | 46   | 3    |
| 포르투                    | 합계      | 73   | 3    | 11   | 0  | —          | —          | 30   | 1    | 2       | 0       | 116  | 4    |
| 첼시                      | 2004–05   | 25   | 1    | 1    | 0  | 3          | 0          | 10   | 0    | —       | —       | 39   | 1    |
| 첼시                      | 2005–06   | 24   | 1    | 3    | 0  | 0          | 0          | 8    | 2    | 0       | 0       | 35   | 3    |
| 첼시                      | 2006–07   | 31   | 3    | 5    | 1  | 4          | 0          | 10   | 0    | 1       | 0       | 51   | 4    |
| 첼시                      | 2007–08   | 21   | 1    | 2    | 0  | 4          | 0          | 10   | 0    | 1       | 0       | 38   | 1    |
| 첼시                      | 2008–09   | 12   | 1    | 2    | 0  | 0          | 0          | 4    | 0    | —       | —       | 18   | 1    |
| 첼시                      | 2009–10   | 22   | 0    | 1    | 0  | 0          | 0          | 5    | 0    | 1       | 1       | 29   | 1    |
| 첼시                      | 합계      | 135  | 7    | 14   | 1  | 11         | 0          | 47   | 2    | 3       | 1       | 210  | 11   |
| 레알 마드리드             | 2010–11   | 33   | 3    | 6    | 0  | —          | —          | 9    | 0    | —       | —       | 48   | 3    |
| 레알 마드리드             | 2011–12   | 8    | 0    | 1    | 0  | —          | —          | 2    | 0    | 2       | 0       | 13   | 0    |
| 레알 마드리드             | 2012–13   | 9    | 0    | 6    | 0  | —          | —          | 1    | 0    | 0       | 0       | 16   | 0    |
| 레알 마드리드             | 합계      | 50   | 3    | 13   | 0  | —          | —          | 12   | 0    | 2       | 0       | 77   | 3    |
| 모나코                    | 2013–14   | 37   | 0    | 3    | 0  | 0          | 0          | —    | —    | —       | —       | 40   | 0    |
| 모나코                    | 2014–15   | 25   | 0    | 1    | 0  | 2          | 0          | 6    | 0    | —       | —       | 34   | 0    |
| 모나코                    | 2015–16   | 33   | 2    | 1    | 0  | 2          | 0          | 8    | 0    | —       | —       | 44   | 2    |
| 모나코                    | 합계      | 95   | 2    | 5    | 0  | 4          | 0          | 14   | 0    | —       | —       | 118  | 2    |
| 상하이 상강               | 2017      | 4    | 0    | 2    | 0  |            |            |      |      |         |         | 6    | 0    |
| 경력 합계                 | 경력 합계 | 433  | 19   | 55   | 1  | 15         | 0          | 103  | 3    | 7       | 1       | 610  | 24   |

### 국가대표팀
2016년 6월 22일 기준
| 국가대표팀 | 연도 | 출장 | 골 |
| ---------- | ---- | ---- | -- |
| 포르투갈   | 2003 | 1    | 0  |
| 포르투갈   | 2004 | 14   | 0  |
| 포르투갈   | 2005 | 7    | 1  |
| 포르투갈   | 2006 | 13   | 2  |
| 포르투갈   | 2007 | 5    | 1  |
| 포르투갈   | 2008 | 9    | 0  |
| 포르투갈   | 2009 | 11   | 0  |
| 포르투갈   | 2010 | 12   | 0  |
| 포르투갈   | 2011 | 3    | 0  |
| 포르투갈   | 2014 | 3    | 0  |
| 포르투갈   | 2015 | 5    | 1  |
| 포르투갈   | 2016 | 6    | 0  |
| 포르투갈   | 합계 | 89   | 5  |

### U-21 국가대표팀 득점 기록
| #  | 날짜            | 경기장                                 | 상대   | 점수 | 최종결과 | 대회     |
| -- | --------------- | -------------------------------------- | ------ | ---- | -------- | -------- |
| 1. | 1998년 3월 25일 | 4월 25일 시립 경기장, 토마르, 포르투갈 | 벨기에 | 1–0  | 1–2      | 친선경기 |

### 성인 국가대표팀 득점 기록
| #  | 날짜            | 경기장                              | 상대         | 점수 | 최종결과 | 대회                      |
| -- | --------------- | ----------------------------------- | ------------ | ---- | -------- | ------------------------- |
| 1. | 2005년 9월 3일  | 이스타디우 알가르브, 파루, 포르투갈 | 룩셈부르크   | 2–0  | 6–0      | 2006년 FIFA 월드컵 예선전 |
| 2. | 2006년 9월 1일  | 브뢴비 스타디온, 쾨벤하운, 덴마크   | 덴마크       | 1–1  | 4–2      | 친선경기                  |
| 3. | 2006년 10월 7일 | 베사 XXI, 포르투, 포르투갈          | 아제르바이잔 | 2–0  | 3–0      | UEFA 유로 2008 예선전     |
| 4. | 2007년 2월 7일  | 에미레이트 경기장, 런던, 잉글랜드   | 브라질       | 0–2  | 0–2      | 친선경기                  |
| 5. | 2015년 3월 29일 | 다 루스, 리스본, 포르투갈           | 세르비아     | 1–0  | 2–1      | UEFA 유로 2016 예선전     |

## 수상

### 클럽
포르투
- 프리메이라리가: 1998–99, 2002–03, 2003–04
- 타사 드 포르투갈: 2002–03
- 수페르타사 칸디두 드 올리베이라: 2003
- UEFA 챔피언스리그: 2003–04
- UEFA컵: 2002–03

첼시
- 프리미어리그: 2004–05, 2005–06, 2009–10
- FA컵: 2006–07, 2008–09, 2009–10
- 풋볼 리그 컵: 2004–05, 2006–07
- FA 커뮤니티 실드: 2005, 2009

레알 마드리드
- 라 리가: 2011–12
- 코파 델 레이: 2010–11
- 수페르코파 데 에스파냐: 2012

### 국가대표팀
- UEFA 유럽 축구 선수권 대회: 2016

### 개인
- UEFA 클럽 올해의 수비수: 2003–04[91]
- UEFA 올해의 팀: 2004[91]
- UEFA 유럽 축구 선수권 대회의 팀: 2004
- FIFA 월드컵 올스타 팀: 2006
- 첼시 올해의 선수 : 2008
- FIFA FIFPro 세계 XI 후보: 2005, 2007, 2008, 2011[92]

#### 훈장
- 명예 메달, 무결점안의 빌라 비수사 기사단 (브라간사 가문)
- 포르투갈 명예 훈장 사령관[93]

## 참고
A. ^ 풋볼 리그 컵 및 타사 다 리가 경기 포함. 포르투갈의 타사 다 리가는 2007년에 출범함에 따라 히카르두 카르발류는 이 대회 출전 경험이 없다.
B. ^  기타 대회 경기인 수페르타사 칸디두 드 올리베이라, FA 커뮤니티 실드, 수페르코파 데 에스파냐, 및 UEFA 슈퍼컵 경기 포함.